# زکری کینتو
زاکاری جان کوئینتو (به انگلیسی: Zachary John Quinto) بازیگر آمریکایی و متولد ۲ ژوئن ۱۹۷۷ است که با ایفای نقش اسپاک در فیلم پیشتازان فضا بیشتر شناخته شد.

## زندگی شخصی
وی همراه با مادر و برادرش بزرگ شد پدر او یک آرایشگر بود که وقتی زاکاری ۷ ساله بود فوت کرد
زاکاری در واکنش به خودکشی جیمی رودمایر برون‌آیی کرد (علناً اعلام کرد که همجنس‌گراست) و در وبگاه رسمی‌اش نوشت «به خاطر درگذشت جیمی بر من روشن شد که زندگی کردن به عنوان همجنس‌گرا —ولی بدون اذعان عمومی به آن— به هیچ وجه برای به وجود آوردن برابری کامل کافی نیست»

## فیلمشناسی
فیلم‌های او:
- ۲۴
- قهرمان‌ها
- پیشتازان فضا: سفر ستاره ای
- پیشتازان فضا به سوی تاریکی
- فراتر از پیشتازان فضا
- هیتمن: مامور۴۷
- The Boys in the Band
- داستان ترسناک آمریکایی: نمایش عجایب
- دختر وارد یک بار می‌شود